# (79969) 1999 CP133
(79969) 1999 CP133 est un objet transneptunien  en résonance 4:5 avec Neptune.

## Caractéristiques
(79969) 1999 CP133 mesure probablement entre 100 et 200 km de diamètre.

## Orbite
L'orbite de 1999 CP133 possède un demi-grand axe de 34,801 ua et une période orbitale d'environ 205 ans. Son périhélie l'amène à 31,933 ua du Soleil et son aphélie l'en éloigne de 37,668 ua. Il possède une résonance 4:5 avec Neptune.

## Découverte
1999 CP133 a été découvert le 11 février 1999.